# Jakość Tradycja
Jakość Tradycja – polski system certyfikacji żywności stworzony przez Polską Izbę Produktu Regionalnego i Lokalnego na podstawie decyzji z dnia 12 czerwca 2007. Służy wyróżnianiu produktów żywnościowych wysokiej jakości z uwzględnieniem produktów tradycyjnych. Znak jest zarejestrowany w Urzędzie Patentowym Rzeczypospolitej Polskiej pod numerem Z-307821 i chroniony zgodnie z prawem własności przemysłowej jako znak wspólny gwarancyjny.
W systemie używa się wyłącznie surowców o identyfikowalnym pochodzeniu i pozbawionych komponentów GMO, obejmując nim tylko produkty charakteryzujące się tradycyjnym składem lub sposobem wytwarzania (tradycja pięćdziesięcioletnia) i szczególną jakością wynikającą z ich tradycyjnego charakteru lub wyrażającą ich tradycyjny charakter. W przypadku roślin i zwierząt wymogiem jest też tradycyjna rasa lub odmiana, której produkcja została zapoczątkowana przed 1956.
Producent przystępując do systemu deklaruje zachowanie wyższych standardów produkcyjnych lub wyjątkowych cech produktów. Przed dopuszczeniem do uczestnictwa w systemie produkty są poddawane szczegółowej weryfikacji zgodnie z regulaminem, który został przyjęty przez Urząd Patentowy, a wcześniej zatwierdzony przez Radę, Zarząd Izby oraz Związek Województw Rzeczypospolitej Polskiej.